# Estación Invernadas
Invernadas es una estación ferroviaria ubicada en el paraje del mismo nombre, en el Partido de General Madariaga, Provincia de Buenos Aires, Argentina.

## Servicios
No presta servicios de pasajeros desde el 23 de agosto de 2015 por problemas en las vías debido a la crecida del Río Salado. Los últimos servicios fueron desde Constitución a Pinamar.
Actualmente el ramal volvió a funcionar desde la estación General Guido hasta la estación Divisadero de Pinamar después de 5 años sin servicio de trenes por esas vías, pero no presenta parada en dicha estación por el momento.
El servicio es operado por la empresa estatal Trenes Argentinos Operaciones con formación CAF 593.
Actualmente en la estación funciona un Jardín de Infantes y un destacamento policial con futura posibilidad de rehabilitación de espacio de boletería.

## Ubicación
Se encuentra ubicada a 299 kilómetros de la estación Constitución.